# Alexander Friedman
Alexandr Alexandrovici Friedman (sau Friedmann; de asemenea Fridman) (rus: Александр Александрович Фридман, n. 16 iunie 1888, Sankt-Petersburg - d. 16 septembrie 1925, Leningrad) a fost un astronom, cosmolog și matematician rus.
A descoperit în 1922 o soluție a ecuațiilor teoriei relativității generalizate care respectă modelul universului în expansiune. Confirmarea astronomică a soluției a venit în 1929, odată cu observațiile lui Edwin Hubble.
Alexandr Friedman s-a născut în 1888 la St. Petersburg în familia compozitorului și pianistului Alexandr Friedman, fiul unui evreu cantonist botezat în creștinismul ortodox, și a pianistei Ludmila Ignatievna născută Voracek. 
În 1910 a absolvit Universitatea din Petersburg, iar în 1913 a început să lucreze la Observatorul Astronomic din Pavlov.
În perioada 1914 - 1917 a fost înrolat în armata rusă și însărcinat cu organizarea serviciului aerologic de navigație.
A fost profesor de matematică la Universitatea din Perm.
De la 1920 a activat la observatorul fizic și la alte diferite școli superioare la Petersburg.
În 1925 a efectuat o experiență de zbor spațial în aerostat, atingând altitudinea de 7.400 m.
În calitate de cosmolog, a elaborat teoria universului în expansiune.
A scris lucrări referitoare la matematică, mecanică teoretică, fizică, metrologie, dinamică și despre teoria relativității.
A decedat de febră tifoidă.

## Legături externe
- en  How Do We Know the Age of the Universe - Mary Lynn Germadnik